# Joanna Maria van den Berg
Joanna (Joka) Maria van den Berg, ook wel Voorhoeve-Van den Berg (Heemstede, 24 januari 1938) is een Nederlandse vastestofchemicus en kristallograaf die in 1968 naar de Verenigde Staten emigreerde en werkte bij de Bell Laboratories. Zij bedacht en ontwikkelde een röntgenscaninstrument dat gebruikt werd voor de kwaliteitscontrole van op indium-gallium-arsenidefosfide gebaseerde multi-kwantumputlasers. Dit zijn de lasers die het licht versterken en moduleren dat door optische vezels gaat die de kern vormen van het hedendaagse internet. Daarmee leverde zij een grote bijdrage aan het succes van internet.

## Biografie
Joanna van den Berg werd geboren in Heemstede als jongste in een gezin van vijf kinderen. Haar vader was Antonius van den Berg (?-1970), haar moeder Maria Elisabeth van Amerongen. Haar ouders werkten in de tulpenhandel. Zij was de eerste uit het gezin die ging studeren. In 1956 studeerde ze cum laude af aan het gymnasium-β. Ze ging vervolgens studeren bij de Rijksuniversiteit Leiden waar ze in 1959 een kandidaatsexamen in de natuurwetenschappen en wiskunde behaalde. In 1959/60 was zij daar quaestor van het Chemisch Dispuut.
In 1962 legde zij bij A.E. van Arkel het doctoraalexamen af in de anorganische- en vastestofchemie. Ook studeerde ze af in theoretische scheikunde. Daarna deed zij promotieonderzoek bij Van Arkel in Leiden en bij Caroline H. MacGillavry in Amsterdam. Haar proefschrift met de titel Structural Investigations on Some Inorganic Compounds with Reference to Cation Bonding handelde over röntgendiffractieanalyse van metaal-metaalbindingen in anorganische verbindingen. Zij promoveerde in 1964.

## Carrière
Van den Berg werkte van 1964 tot 1968 bij het Shell-laboratorium in Amsterdam bij een onderzoeksgroep die onderzoek deed naar katalytische eigenschappen van met overgangsmetaal gelaagde chalcogeniden. In 1968 verhuisde ze naar de Verenigde Staten, waar ze ging werken bij Bell Laboratories. Het onderzoek naar de structurele en magnetische eigenschappen van overgangsmetaalchalcogeniden zette ze daar voort. Haar carrière werd onderbroken toen ze zeven maanden na haar eerste zwangerschap werd ontslagen. Ze werd in 1972 opnieuw aangenomen nadat de AT&T-operators een historische class action-rechtszaak hadden gewonnen omdat zij ook tijdens zwangerschap waren ontslagen. Vervolgens ging ze samen met Bernd Matthias van de Universiteit van Californië in San Diego werken aan de vorming van metaalclusters in supergeleidende ternaire overgangsmetaalverbindingen. Haar uitgebreide kennis van structurele anorganische chemie stelde haar in staat de kristalstructuren te voorspellen van anorganische verbindingen. Dit leidde tot de ontdekking van de supergeleidende ternaire boriden van zeldzame aardmetalen.
In 1980 veranderde ze van richting en ging ze onderzoek  doen naar contactmetallisatie op InGaAsP / InP multi-kwantumputlagen die als snelle digitale lasers op het internet worden gebruikt. Ze ontwierp een temperatuurafhankelijke in situ gloeiende röntgendiffractometer. Deze techniek maakte het mogelijk om het elektrisch gedrag van de goudmetallisatiecontacten te optimaliseren en werd een standaardreferentie in de halfgeleiderindustrie.
In 1986 richtte Vandenberg - zoals ze in de Verenigde Staten genoemd werd - haar aandacht op de kwaliteitscontrole van de kristalgroei van InGaAsP multi-quantum well (MQW) lagen, die gebruikt worden als bronnen van laserlicht en als optische modulatoren voor golflengte van 1,3 tot 1,55 μm. De eerdere versies van deze bronnen waren gebaseerd op onaanvaardbaar lage (veel minder dan 1%) end-to-end rendementen. Er waren dramatische verbeteringen nodig om de hoogwaardige componenten te produceren die nodig waren om de enorme hoeveelheden gegevens op het internet te transporteren. In veel gevallen is controle van de dikte van één laag vereist, samen met variaties in de bandafstand van minder dan 0,5%. Dit hoge niveau van kwaliteitscontrole moet worden bereikt met behulp van complexe kristalgroeimachines die op honderden manieren fouten kunnen introduceren. Om ervoor te zorgen dat al deze fouten geen invloed hebben op het uiteindelijke apparaat, ontwierp Vandenberg een niet-destructieve röntgendiffractometer met hoge resolutie die in één kamer paste, en later op een tafelblad. Daarmee kon zij real-time terugkoppeling geven op het groeiproces van de MQW bronnen. Ze bedacht robuuste algoritmen die röntgenkenmerken koppelen aan laagdikte en rekinformatie die essentieel is voor de controle van de kristalgroei en de prestaties van opto-elektronische apparaten. Haar röntgendiffractietechniek wordt gebruikt om elke laserwafel tijdens de productie vele malen te scannen. Alle internetlasers worden in 2024 vervaardigd met behulp van haar hulpmiddel dat is gebaseerd op röntgenkristallografie. De operationele levensduur van die lasers bedraagt momenteel meer dan 25 jaar.
In 2001 ging zij met pensioen bij Lucent Technologies, de opvolger van Bell labs.

## Onderscheidingen
Vandenberg ontving in 1995 en in 1997 de Optoelectronics Award als erkenning voor haar bijdragen aan de ontwikkeling van karakteriserings- en procescontroleroutines voor de productie van Lucents halfgeleiderlasers van wereldklasse. Ze is fellow van de American Physical Society. Zij werd genomineerd For the invention of a method to use x-ray crystallography for nano-scale feed-back control of the growth of multi-quantum-well, ternary-semiconductor lasers that then enabled optical communications for world-wide internet, voice and data systems, and for a distinguished career of contributions to understanding the structure of new materials. Sinds 2001 is zij corresponderend lid van de Koninklijke Nederlandse Akademie van Wetenschappen.

## Publicaties (selectie)
- Vandenberg, JM (1977). Clustering hypothesis of some high-temperature superconductors. Science 198 (4313): 194–196. PMID 17755364. DOI: 10.1126/science.198.4313.194.
- Vandenberg, JM (1977). Crystallography of new ternary borides. Proceedings of the National Academy of Sciences of the United States of America 74 (4): 1336–1337. PMID 16578752. PMC 430747. DOI: 10.1073/pnas.74.4.1336.
- Vandenberg, JM (1982). Structural study of alloyed gold metallization contacts on InGaAsP/InP layers. Journal of Applied Physics 53 (11): 7385–7389. DOI: 10.1063/1.330364.
- Vandenberg, JM (1984). An in situ x-ray study of gold/barrier-metal interactions with InGaAsP/InP layers. Journal of Applied Physics 55 (10): 3676–3681. DOI: 10.1063/1.332918.
- Vandenberg, JM (1987). High-resolution x-ray diffraction studies of InGaAs(P)/InP superlattices grown by gas-source molecular-beam epitaxy. Journal of Applied Physics 62 (4): 1278–1283. DOI: 10.1063/1.339681.
- Vandenberg, JM (1989). Structural perfection of InGaAs/InP strained-layer superlattices grown by gas source molecular-beam epitaxy: A high-resolution x-ray diffraction study. Journal of Applied Physics 66 (8): 3635–3638. DOI: 10.1063/1.344072.